# Teofan (Siemieniako)
Teofan, imię świeckie Nikołaj Adamowicz Siemieniako, rzadziej Siemieniaka (ur. 25 grudnia 1878?/6 stycznia 1879 w Zdzięciole, zm. 10 listopada 1937 w Chabarowsku) – rosyjski biskup prawosławny pochodzenia białoruskiego. 

## Życiorys
Ukończył szkołę duchowną przy monasterze w Żyrowiczach, a następnie prawosławne seminarium duchowne w Wilnie. Po ukończeniu szkoły przez rok był psalmistą w cerkwi Świętych Borysa i Gleba w Nakryszkach, zaś święcenia kapłańskie przyjął 14 listopada 1905. W latach 1905–1906 był proboszczem parafii Przemienienia Pańskiego w Siderce. Następnie pełnił funkcję spowiednika wspólnoty w żeńskim monasterze w Różanymstoku. W 1914 wyjechał do Tyflisu i służył w miejscowym soborze katedralnym. W latach 1916–1917 prowadził pracę duszpasterską w cerkwi na cmentarzu wojskowym (brackim) w Sewastopolu. Kolejne informacje o nim pochodzą z 1921, gdy podjął służbę duszpasterską w jednej z cerkwi Moskwy. Służył kolejno w cerkwi Świętych Borysa i Gleba przy ul. Powarskiej w Moskwie, następnie w cerkwi św. Aleksego w moskiewskim Białym Grodzie i w świątyni przy szpitalu Jekatierininiskim. 30 listopada 1925 został aresztowany, oskarżony o prowadzenie działalności kontrrewolucyjnej i po rocznym przetrzymywaniu w więzieniu na Butyrkach skazany na dwuletnią zsyłkę do Ust'-Sysolska. Po odbyciu kary duchowny wrócił do Moskwy i został proboszczem parafii Świętych Borysa i Gleba z godnością protojereja. Po śmierci żony w 1930 złożył wieczyste śluby mnisze, przyjmując imię Teofan. 
13 grudnia 1930 w cerkwi Opieki Matki Bożej w Moskwie miała miejsce jego chirotonia na biskupa mińskiego i słuckiego. Do Mińska przybył w lutym roku następnego. W 1934 otrzymał godność arcybiskupa. Od 1935 był także locum tenens eparchii połockiej i witebskiej. Aresztowany w tym samym roku pod zarzutem przynależności do organizacji cerkiewno-monarchistycznej, został skazany na osiem lat łagru. Uwięziony w obozie na terenie obwodu chabarowskiego, został tamże aresztowany ponownie i skazany na karę śmierci. Został rozstrzelany 10 listopada 1937 w Chabarowsku.